# かぼす (犬)
かぼす（2005年11月2日〈推定〉 - 2024年5月24日）は、日本の千葉県佐倉市で飼われていたメスの柴犬。2010年代以降、定番のインターネット・ミーム「Doge」（ドージ）の象徴として世界的に広く知られ、世界一有名な柴犬とも言われた。

## 生涯
かぼすは、ブリーダーの廃業によって愛護センターに保護犬として持ち込まれた19匹の柴犬の中の1匹である。そのほとんどは殺処分されたが、かぼすは運良くボランティア団体に救い出されて里親募集へ掛けられることになった。「かぼす」という名はそのボランティア団体が付けたもので、カボスのような丸顔が由来のようである。
二児を育て上げ佐倉市で夫と二人で暮らしている幼稚園教諭の佐藤敦子は「ケン」という体重18キロの大型雑種犬を飼っていたが、ケンは2006年秋に10歳で急死し、フルタイムで働く自分が犬を飼うのはもう難しいとなかなか心に空いた穴を埋められずにいた。
2008年秋、佐藤は何気なく見た里親募集の Web サイトでかぼすを見つけた。殺処分から間一髪逃れたというのに穏やかで優しそうな表情が印象的で、たまたま近所に預けられていることにも運命的なものを感じ、胸を高鳴らせながら応募のメールを熱心にしたためて送信した。そして翌日には早くも対面を果たしてトライアルに入った。かぼすの正確な生年月日は不明だが、こうして佐藤家に来た2008年11月2日を以って3歳の誕生日ということにした。家に来た当初はぬいぐるみのように大人しく、抱こうとすると嫌がって逃げるほどだったが、2ヵ月ほどで家族の一員としてリラックスした面を見せるようになった。柴犬の性格は一般に「賢く、攻撃的で、ほかの犬にあまり馴染まない」と言われたりするが、佐藤はかぼすの性格は少し変わっていて「心の優しい、のんびり屋」と理解した。
かぼすを預かって1年半ほど後、かぼすを愛護センターから救ったボランティア団体が母猫から育児放棄された子猫を預かっていると知り、それまであまり猫に関心が無かった佐藤だが、不思議と心が動いてこれも里親として迎えることにした。「つつじ」と名付けられたこのメスの子猫を、かぼすはすんなり受け入れ、姉妹のような睦まじい関係になった。2010年にはオスの子猫の「ぎんなん」も加わり、猫たちと戯れるうちにかぼすも素直な感情表現ができるようになっていった。
佐藤はかぼすとの散歩で日々感じる四季折々の自然の味わいや感動を自分の中だけでしまっておくのは勿体ないと感じ、誰かと分かち合いたいと2009年6月からブログを始めた。かぼすと猫のほのぼのした写真だけでなく、幼稚園教諭ならではの物柔らかな語り口も読者に受けて人気ブログに成長し、日本だけでなく海外からも取材を受け、かぼすとの生活は書籍化やカレンダー化もされた。
2010年代以降、英語圏のネット・コミュニティでかぼすの写真はインターネット・ミーム「Doge」の象徴として広く知られるようになった。
2022年12月にかぼすは急性の肝胆管炎と慢性リンパ性白血病に罹り、黄疸を起こして危篤状態に陥ったが、抗生物質で幸い持ち直した。

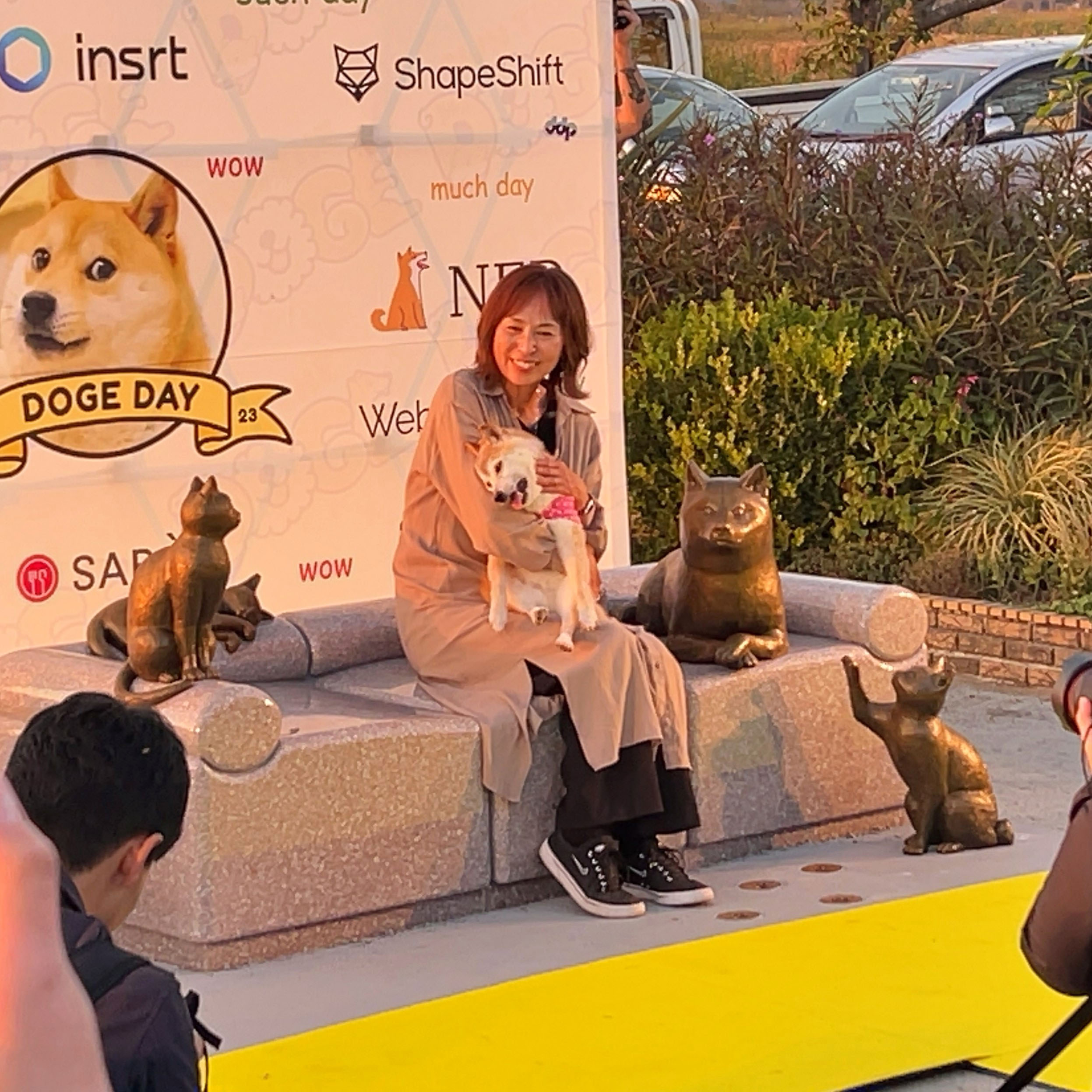
モニュメント除幕式の様子

2023年11月2日（かぼすの18歳の誕生日にあたる）には、世界各地のかぼすファンからの寄付によって、かぼすが散歩でよく訪れるという佐倉ふるさと広場に「かぼすちゃんモニュメント」が設置された。2024年2月には、かぼすをあしらったデザインマンホールがお披露目され、佐倉ふるさと広場内に設置された。

### 死去
2024年5月24日、ブログにて同日7時50分に死亡したことが発表された。享年18（推定）。
2024年5月26日、同日成田市内で行われたお別れの会には250人を超すファンが参列。海外の報道機関も取材に訪れた。

## 日常
一軒家の屋内で飼われている座敷犬であり、佐藤からは「かぼちゃん」と呼ばれている。飼い主の佐藤がフルタイムで働いているため、日中は猫たちと共に留守番をしている。大半は寝て過ごしているようだが、時には猫たちとイタズラしたり盗み食いをしているようである。普段も食事の時間には特にテンションが上がる性格である。夜は佐藤夫婦および猫たちと同室で就寝している。朝夕に充分時間をかけて佐藤と散歩し、週末は自然を満喫しながら特にゆったり散歩している。夏にはキャンプにも出かける。

## インターネット・ミームとして
インターネット・ミームとして広く知られるようになった、前足を重ね口を引きつらせながら警戒するように流し目をするかぼすの写真は、2010年2月13日に佐藤がブログへアップしたものである。手前に写りこんでいる手は佐藤の夫のもので、遊ぼうと誘う彼をかぼすが軽くあしらっている瞬間を捉えている。
英語圏の SNS 界では、2010年10月に Reddit に変顔のコーギーの写真がアップされたのを嚆矢として、犬を素材としたコラージュなどのミームが dog をもじった「Doge」と呼ばれる面白画像ジャンルを形成した。2012年9月には柴犬の写真にカラフルなコミック体のフレーズを重ねる「Shiba Confessions」（柴犬の告白）というジャンルが出来たが、これもムーブメントというほどのものではなかった。ところが例のかぼすの写真が投下されると、これが Reddit や Tumblr といった SNS で爆発的連鎖反応を引き起こし、珍妙なセリフを重ねたり他の写真とシュールにコラージュしたりといったネタの格好の素材として、2013年7月にはかぼすは「Doge」の象徴的存在となっていた。
2013年に、かぼすの顔は暗号資産 Dogecoin のアイコンとなった。ドージコインはチャリティで使われることが多いため、佐藤はこのアイコン化に好意的である。一方で、佐藤になりすましてかぼすの写真を NFT で売りさばく例が現れたのを佐藤は憂い、「かぼちゃんの写真は誰かのお金儲けのために使われるのではなく、誰かの幸せのために使ってほしい」と友人に相談し、Doge の素材になった写真を含め計8枚のかぼすの写真が2021年6月に NFT のチャリティ・オークションにかけられ、4億7000万円で落札された。売り上げは当初の佐藤の意向通り、あしなが育英会や日本赤十字社など国内外の子供の人権保護団体に寄付され、さらに残った分は国際 NPO プラン・インターナショナルとワールド・ビジョンを通してベトナム、イラク、南スーダンの学校建設に使われた。
2023年4月4日早朝（日本時間）、イーロン・マスクが運営しているSNS「Twitter(現:X)」のロゴを青い鳥からかぼすの画像に差し替えた。その後、同月7日までに元のロゴに戻った。
2024年5月25日、かぼすの訃報を受けてイーロン・マスクはXで追悼のポストをし、120万以上の「いいね」と10万以上のリポスト、1億以上のエンゲージメントがあった。
2025年1月21日、米国の政府効率化省（D.O.G.E）のウェブサイトのアバターとして、かぼす写真を含むDOGEコイン画像が一時的に掲載された。

### 素材となった例
- 2010年代
  - Dogecoin のアイコンとして[3]
  - クッキー「オレオ」のキャラクターとして[3]
  - ストックホルムの地下鉄のキャラクターとして[3]
- 2020年代
  - SNS 上の親ウクライナ運動「北大西洋同志機構」(NAFO) の合成画像として[3]
  - ウクライナ国防省が NAFO からの募金に感謝するツイートでの迷彩服キャラクターとして[3]
  - Twitter のアイコンとして[22]
  - 2024年当選のトランプ政権内でイーロン・マスクが提案している政府効率化省(Department Of Government Efficiency=DOGE)の名前。

### 著名人との面会
- ヴィタリック・ブテリン[23] - 暗号資産 Ethereum の創始者。